# Aracnofòbia (pel·lícula)
Aracnofòbia (títol original: Arachnophobia) és una pel·lícula estatunidenca dirigida per Frank Marshall, estrenada l'any 1990. Ha estat doblada al català.

## Argument
D'una regió inexplorada d'Amazones l'entomòleg James Atherton transporta involuntàriament en el taüt d'un membre de l'expedició, mort brutalment, una perillosa migalomorfa. Arribada a Califòrnia, a Canaima, la bestiola es posa a procrear, i nombroses aranyes mortals envaeixen el lloc.

## Repartiment
- Jeff Daniels: Dr. Ross Jennings
- Harley Jane Kozak: Molly Jennings
- John Goodman: Delbert McClintock
- Julian Sands: Pr. James Atherton
- Stuart Pankin: Xèrif Lloyd Parsons
- Brian McNamara: Chris Collins
- Henry Jones: Dr. Samuel « Sam » Metcalf
- James Handy: Milton Briggs
- Peter Jason: Henry Beechwood
- Mark L. Taylor: Jerry Manley
- Roy Brocksmith: Irv Kendall
- Kathy Kinney: Blaire Kendall
- Mary Carver: Margaret Hollins
- Frances Bay: Evelyn Metcalf
- Garette Ratliff Henson: Tommy Jennings
- Marlene Katz: Shelley Jennings
- Brandy Norwood: Brandy Beechwood

## Producció
El cineasta Steven Spielberg estava involucrat amb Aracnofobia, amb un dels seus productors anteriors Frank Marshall dirigeixen per primera vegada. Spielberg i Marshall són tant els productors executius de la pel·lícula; Amblin Entertainment també va ajudar a produir.
Jamie Hyneman de MythBusters per a Popular Mechanics va declarar que Aracnofobia va ser de les primeres pel·lícules que es va basar en l'ús d'imants per a varis dels efectes i moviments fets per les aranyes;La pel·lícula va ser filmada realment a Veneçuela i es van usar unes 374 aranyes reals per a la filmació.
L'aranya en qüestió és descoberta pel Dr. James Atherton en la selva amazònica veneçolana, escenes que van ser filmades, in situ, al parc nacional Canaima; no obstant això, les aranyes no són veneçolanes, sinó Delena cancerides, una espècie dòcil nadiua d'Austràlia. L'aranya geganta que va fer el paper del "General" és de l'espècie de taràntula vermella brasilera, la qual arriba a tenir potes de 24 cm, però tampoc és endèmica de Veneçuela. El nom del poble on apareix l'aranya en Estats Units es diu Canaima, en honor del parc nacional homònim veneçolà.

## Al voltant de la pel·lícula
- El rodatge s'ha desenvolupat a Cambria a Califòrnia i a Veneçuela, prop del Salto Angel.[8]
- Es tracta del primer film produït per Hollywood Pictures, una filial de la Walt Disney Company.
- La estrella del film és una migalomorf amazònica, la Theraphosa blondi, anomenada en anglès « Goliath bird-eating tarantula[8] », és a dir « la tarantula Goliath menjadora d'ocells ».

## Banda original
- Summer Wind, interpretat per Frank Sinatra
- Blue Eyes Are Sensitive To The Light, interpretat per Sara Hickman
- Goin' Ahead, interpretat per Pat Metheny
- I Left My Heart In San Francisco, interpretat per Tony Bennett
- Don't Bug Me, interpretat per Jimmy Buffett

## Premis i nominacions
- Premi al millor film de terror i al millor actor per Jeff Daniels, així com nominació al premi al millor director, millor guió i millor segon paper masculí (John Goodman), per l'Acadèmia de cinema de ciència-ficció, fantàstic i de terror l'any 1991.[9]
- Nominació al premi a la millor comèdia de terror i al millor segon paper femení per Marlene Katz, en els premis Young Artist el 1991.